# Гамбургская государственная и университетская библиотека
Гамбургская государственная и университетская библиотека имени Карла фон Осецкого (нем. Staats- und Universitätsbibliothek Hamburg Carl von Ossietzky, SUB Hamburg; неофициально Stabi) — публичная академическая библиотека, расположенная в городе Гамбург; является крупнейшей библиотекой региона — является как центральной библиотекой для Гамбургского университета, так и для других университетов и исследовательских институтов земли. Книжная коллекция насчитывает 5 млн томов: специализируется на литературе по естественным наукам, культуре, бизнесу и администрации. Поддерживается властями Вольного ганзейского города Гамбург и выполняет функции архивной библиотеки. В 1983 году была названа в честь уроженца Гамбурга, лауреата Нобелевской премии мира Карла фон Осецкого.

## История
Библиотека была основана в 1479 году, став первой публичной библиотекой в Гамбурге; она была размещена в городской ратуше и финансировалась городскими властями. После Реформации, в 1529 году, последователь Лютера Иоганнес Бугенхаген ввел в Гамбурге новый церковный порядок: среди прочего, он перевёл библиотеку в помещения бывшего монастыря Святого Иоанна и, вероятно, передал ей книги из других монастырей, ликвидированных в регионе.